# Tell-Tale (película)
Tell-Tale (Corazón delator, en algunos países hispanohablantes) es un thriller estadounidense-británico del 2009 basado en el cuento de Edgar Allan Poe The Tell-Tale Heart (traducido al español como El corazón delator o El corazón revelador), dirigida por Michael Cuesta, protagonizada por Josh Lucas, Lena Headey y Brian Cox y producida por Tony Scott y Ridley Scott.

## Argumento
El corazón recién trasplantado de un hombre lo guía en una búsqueda frenética del asesino de su donador, antes de que sea alcanzado él mismo por un destino similar.

## Reparto
- Josh Lucas como Terry.
- Brian Cox[2] como el detective Van Doran[3]
- Lena Headey[2] como Elizabeth.
- Beatrice Miller como Angela.[4]
- Dallas Roberts como el cirujano.
- Ulrich Thomsen como Lethe.
- Pablo Schreiber como Cochius.
- Jamie Harrold como Stanovich.
- Tom Riis Farrell como Legethon.
- Michael K. Williams como Acherton.
- Scott Winters como el doctor Averman
- John Timothy Botka como agente de policía.

## Estreno
Está película se estrenará en DVD y Blu-Ray a partir del 25 de mayo de 2010.